# Grand Prix Wielkiej Brytanii 2013
Grand Prix Wielkiej Brytanii 2013 (oficjalnie 2013 Formula 1 Santander British Grand Prix) – ósma runda Mistrzostw Świata Formuły 1 w sezonie 2013.

## Lista startowa
| Nr | Kierowca            | Zespół                        | Samochód          | Silnik               | Opony |
| -- | ------------------- | ----------------------------- | ----------------- | -------------------- | ----- |
| 1  | Sebastian Vettel    | Infiniti Red Bull Racing      | Red Bull RB9      | Renault RS27-2013    | P     |
| 2  | Mark Webber         | Infiniti Red Bull Racing      | Red Bull RB9      | Renault RS27-2013    | P     |
| 3  | Fernando Alonso     | Scuderia Ferrari              | Ferrari F138      | Ferrari 056          | P     |
| 4  | Felipe Massa        | Scuderia Ferrari              | Ferrari F138      | Ferrari 056          | P     |
| 5  | Jenson Button       | Vodafone McLaren Mercedes     | McLaren MP4-28    | Mercedes-Benz FO108F | P     |
| 6  | Sergio Pérez        | Vodafone McLaren Mercedes     | McLaren MP4-28    | Mercedes-Benz FO108F | P     |
| 7  | Kimi Räikkönen      | Lotus F1 Team                 | Lotus E21         | Renault RS27-2013    | P     |
| 8  | Romain Grosjean     | Lotus F1 Team                 | Lotus E21         | Renault RS27-2013    | P     |
| 9  | Nico Rosberg        | Mercedes AMG Petronas F1 Team | Mercedes F1 W04   | Mercedes-Benz FO108F | P     |
| 10 | Lewis Hamilton      | Mercedes AMG Petronas F1 Team | Mercedes F1 W04   | Mercedes-Benz FO108F | P     |
| 11 | Nico Hülkenberg     | Sauber F1 Team                | Sauber C32        | Ferrari 056          | P     |
| 12 | Esteban Gutiérrez   | Sauber F1 Team                | Sauber C32        | Ferrari 056          | P     |
| 14 | Paul di Resta       | Sahara Force India F1 Team    | Force India VJM06 | Mercedes-Benz FO108F | P     |
| 15 | Adrian Sutil        | Sahara Force India F1 Team    | Force India VJM06 | Mercedes-Benz FO108F | P     |
| 16 | Pastor Maldonado    | Williams F1 Team              | Williams FW35     | Renault RS27-2013    | P     |
| 17 | Valtteri Bottas     | Williams F1 Team              | Williams FW35     | Renault RS27-2013    | P     |
| 18 | Jean-Éric Vergne    | Scuderia Toro Rosso           | Toro Rosso STR8   | Ferrari 056          | P     |
| 19 | Daniel Ricciardo    | Scuderia Toro Rosso           | Toro Rosso STR8   | Ferrari 056          | P     |
| 20 | Charles Pic         | Caterham F1 Team              | Caterham CT03     | Renault RS27-2013    | P     |
| 21 | Giedo van der Garde | Caterham F1 Team              | Caterham CT03     | Renault RS27-2013    | P     |
| 22 | Jules Bianchi       | Marussia F1 Team              | Marussia MR02     | Cosworth CA2013      | P     |
| 23 | Max Chilton         | Marussia F1 Team              | Marussia MR02     | Cosworth CA2013      | P     |
| Nr | Kierowca            | Zespół                        | Samochód          | Silnik               | Opony |

## Wyniki

### Sesje treningowe
Źródło: Wyprzedź Mnie!
| Sesja | Nr | Kierowca         | Konstruktor        | Czas     | Okr. |
| ----- | -- | ---------------- | ------------------ | -------- | ---- |
| 1     | 19 | Daniel Ricciardo | Toro Rosso-Ferrari | 1:54,249 | 10   |
| 2     | 9  | Nico Rosberg     | Mercedes           | 1:32,248 | 33   |
| 3     | 9  | Nico Rosberg     | Mercedes           | 1:31,487 | 18   |

### Kwalifikacje
Źródło: Wyprzedź Mnie!
| Poz.              | Nr | Kierowca            | Konstruktor          | Q1       | Q2       | Q3       | Poz. s. |
| ----------------- | -- | ------------------- | -------------------- | -------- | -------- | -------- | ------- |
| 1                 | 10 | Lewis Hamilton      | Mercedes             | 1:30,995 | 1:31,224 | 1:29,607 | 1       |
| 2                 | 9  | Nico Rosberg        | Mercedes             | 1:31,355 | 1:31,028 | 1:30,059 | 2       |
| 3                 | 1  | Sebastian Vettel    | Red Bull-Renault     | 1:31,559 | 1:30,990 | 1:30,211 | 3       |
| 4                 | 2  | Mark Webber         | Red Bull-Renault     | 1:31,605 | 1:31,002 | 1:30,220 | 4       |
| 5                 | 19 | Daniel Ricciardo    | Toro Rosso-Ferrari   | 1:32,097 | 1:31,182 | 1:30,757 | 5       |
| 6                 | 15 | Adrian Sutil        | Force India-Mercedes | 1:32,002 | 1:31,097 | 1:30,908 | 6       |
| 7                 | 8  | Romain Grosjean     | Lotus-Renault        | 1:31,466 | 1:31,530 | 1:30,955 | 7       |
| 8                 | 7  | Kimi Räikkönen      | Lotus-Renault        | 1:31,400 | 1:31,592 | 1:30,962 | 8       |
| 9                 | 3  | Fernando Alonso     | Ferrari              | 1:32,266 | 1:31,387 | 1:30,979 | 9       |
| 10                | 5  | Jenson Button       | McLaren-Mercedes     | 1:31,979 | 1:31,649 | –        | 10      |
| 11                | 4  | Felipe Massa        | Ferrari              | 1:32,241 | 1:31,779 | –        | 11      |
| 12                | 18 | Jean-Éric Vergne    | Toro Rosso-Ferrari   | 1:32,105 | 1:31,785 | –        | 12      |
| 13                | 6  | Sergio Pérez        | McLaren-Mercedes     | 1:31,953 | 1:32,082 | –        | 13      |
| 14                | 11 | Nico Hülkenberg     | Sauber-Ferrari       | 1:32,168 | 1:32,211 | –        | 14      |
| 15                | 16 | Pastor Maldonado    | Williams-Renault     | 1:32,512 | 1:32,359 | –        | 15      |
| 16                | 17 | Valtteri Bottas     | Williams-Renault     | 1:32,664 | –        | –        | 16      |
| 17                | 12 | Esteban Gutiérrez   | Sauber-Ferrari       | 1:32,666 | –        | –        | 17      |
| 18                | 20 | Charles Pic         | Caterham-Renault     | 1:33,866 | –        | –        | 18      |
| 19                | 22 | Jules Bianchi       | Marussia-Cosworth    | 1:34,108 | –        | –        | 19      |
| 20                | 21 | Giedo van der Garde | Caterham-Renault     | 1:35,481 | –        | –        | 22      |
| 21                | 23 | Max Chilton         | Marussia-Cosworth    | 1:35,858 | –        | –        | 20      |
| Zdyskwalifikowani |    |                     |                      |          |          |          |         |
|                   | 14 | Paul di Resta       | Force India-Mercedes | 1:32,062 | 1:31,291 | 1:30,736 | 21      |

### Wyścig

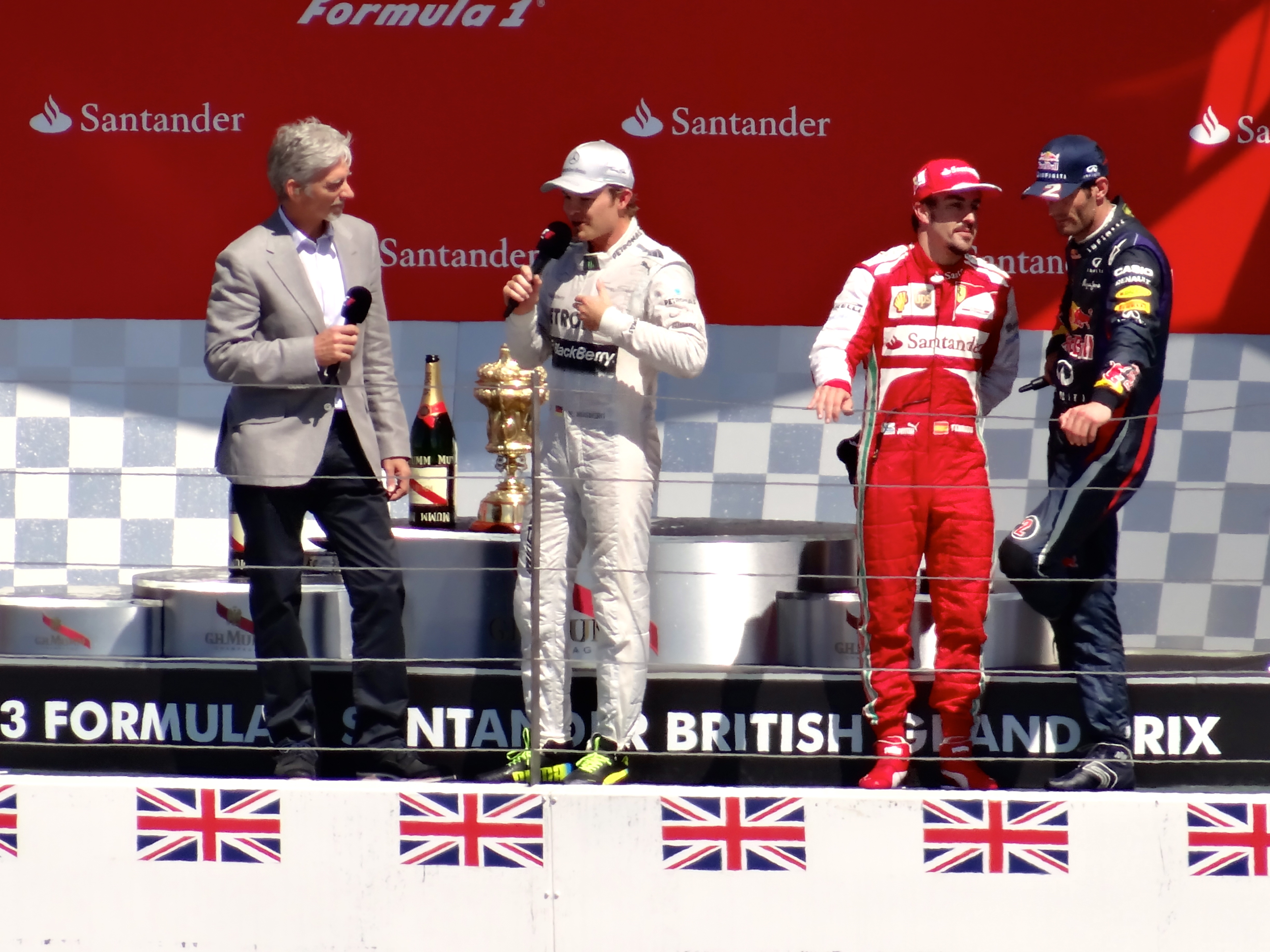
Damon Hill, Nico Rosberg, Fernando Alonso i Mark Webber na podium po wyścigu

Źródło: Wyprzedź Mnie!
| P                 | + / – | Nr | Kierowca            | Konstruktor          | Okr. | Czas / Strata        | Komentarz                       |
| ----------------- | ----- | -- | ------------------- | -------------------- | ---- | -------------------- | ------------------------------- |
| 1                 | 1     | 9  | Nico Rosberg        | Mercedes             | 52   | 1h32m59,456          |                                 |
| 2                 | 2     | 2  | Mark Webber         | Red Bull-Renault     | 52   | +0:00,765            |                                 |
| 3                 | 6     | 3  | Fernando Alonso     | Ferrari              | 52   | +0:07,124            |                                 |
| 4                 | 3     | 10 | Lewis Hamilton      | Mercedes             | 52   | +0:07,756            |                                 |
| 5                 | 3     | 7  | Kimi Räikkönen      | Lotus-Renault        | 52   | +0:11,257            |                                 |
| 6                 | 5     | 4  | Felipe Massa        | Ferrari              | 52   | +0:14,573            |                                 |
| 7                 | 1     | 15 | Adrian Sutil        | Force India-Mercedes | 52   | +0:16,335            |                                 |
| 8                 | 3     | 19 | Daniel Ricciardo    | Toro Rosso-Ferrari   | 52   | +0:16,543            |                                 |
| 9                 | 12    | 14 | Paul di Resta       | Force India-Mercedes | 52   | +0:17,943            |                                 |
| 10                | 4     | 11 | Nico Hülkenberg     | Sauber-Ferrari       | 52   | +0:19,709            |                                 |
| 11                | 4     | 16 | Pastor Maldonado    | Williams-Renault     | 52   | +0:21,135            |                                 |
| 12                | 4     | 17 | Valtteri Bottas     | Williams-Renault     | 52   | +0:25,094            |                                 |
| 13                | 3     | 5  | Jenson Button       | McLaren-Mercedes     | 52   | +0:25,969            |                                 |
| 14                | 3     | 12 | Esteban Gutiérrez   | Sauber-Ferrari       | 52   | +0:26,285            |                                 |
| 15                | 3     | 20 | Charles Pic         | Caterham-Renault     | 52   | +0:31,613            |                                 |
| 16                | 3     | 22 | Jules Bianchi       | Marussia-Cosworth    | 52   | +0:36,097            |                                 |
| 17                | 3     | 23 | Max Chilton         | Marussia-Cosworth    | 52   | +1:07,660            |                                 |
| 18                | 4     | 21 | Giedo van der Garde | Caterham-Renault     | 52   | +1:07,759            |                                 |
| 19                | 12    | 8  | Romain Grosjean     | Lotus-Renault        | 51   | +1 okr.              | uszkodzenia przedniego skrzydła |
| 20                | 7     | 6  | Sergio Pérez        | McLaren-Mercedes     | 46   | +6 okr.              | eksplozja opony                 |
| Niesklasyfikowani |       |    |                     |                      |      |                      |                                 |
|                   |       | 1  | Sebastian Vettel    | Red Bull-Renault     | 41   | skrzynia biegów      |                                 |
|                   |       | 18 | Jean-Éric Vergne    | Toro Rosso-Ferrari   | 35   | uszkodzenia powstałe | po eksplozji opony              |
| P                 | + / – | Nr | Kierowca            | Konstruktor          | Okr. | Czas / Strata        | Komentarz                       |

### Najszybsze okrążenie
Źródło: Wyprzedź Mnie!
| Nr | Kierowca    | Konstruktor      | Czas     | Okr. |
| -- | ----------- | ---------------- | -------- | ---- |
| 2  | Mark Webber | Red Bull-Renault | 1:33,401 | 52   |

## Prowadzenie w wyścigu
| Nr                              | Kierowca         | Okrążenia | Suma |
| ------------------------------- | ---------------- | --------- | ---- |
| 1                               | Sebastian Vettel | 7-40      | 33   |
| 9                               | Nico Rosberg     | 40-52     | 13   |
| 10                              | Lewis Hamilton   | 1-7       | 6    |
| \| Wykres \| \| ------ \| \| \| |                  |           |      |
| Wykres                          |                  |           |      |
|                                 |                  |           |      |

## Klasyfikacja po wyścigu

### Kierowcy
| P  | +/− | Kierowca            | Starty | Punkty | P1 | P2 | P3 | PP | NO | NS |
| -- | --- | ------------------- | ------ | ------ | -- | -- | -- | -- | -- | -- |
| 1  | 0   | Sebastian Vettel    | 8      | 132    | 3  | 1  | 1  | 3  | 3  | 1  |
| 2  | 0   | Fernando Alonso     | 8      | 111    | 2  | 2  | 1  | –  | –  | 1  |
| 3  | 0   | Kimi Räikkönen      | 8      | 98     | 1  | 3  | –  | –  | 1  | –  |
| 4  | 0   | Lewis Hamilton      | 8      | 89     | –  | –  | 3  | 2  | –  | –  |
| 5  | 0   | Mark Webber         | 8      | 87     | –  | 2  | 1  | –  | 2  | 1  |
| 6  | 0   | Nico Rosberg        | 8      | 82     | 2  | –  | –  | 3  | –  | 2  |
| 7  | 0   | Felipe Massa        | 8      | 57     | –  | –  | 1  | –  | –  | 1  |
| 8  | 0   | Paul di Resta       | 8      | 36     | –  | –  | –  | –  | –  | 1  |
| 9  | 0   | Romain Grosjean     | 8      | 26     | –  | –  | 1  | –  | –  | 2  |
| 10 | 0   | Jenson Button       | 8      | 25     | –  | –  | –  | –  | –  | –  |
| 11 | 0   | Adrian Sutil        | 8      | 23     | –  | –  | –  | –  | –  | 2  |
| 12 | 0   | Jean-Éric Vergne    | 8      | 13     | –  | –  | –  | –  | –  | 3  |
| 13 | 0   | Sergio Pérez        | 8      | 12     | –  | –  | –  | –  | 1  | –  |
| 14 | 0   | Daniel Ricciardo    | 8      | 11     | –  | –  | –  | –  | –  | 2  |
| 15 | 0   | Nico Hülkenberg     | 7      | 6      | –  | –  | –  | –  | –  | 1  |
| 16 | +2  | Pastor Maldonado    | 8      | 0      | –  | –  | –  | –  | –  | 3  |
| 17 | 0   | Valtteri Bottas     | 8      | 0      | –  | –  | –  | –  | –  | –  |
| 18 | −2  | Esteban Gutiérrez   | 8      | 0      | –  | –  | –  | –  | 1  | 1  |
| 19 | 0   | Jules Bianchi       | 8      | 0      | –  | –  | –  | –  | –  | 1  |
| 20 | 0   | Charles Pic         | 8      | 0      | –  | –  | –  | –  | –  | 1  |
| 21 | 0   | Max Chilton         | 8      | 0      | –  | –  | –  | –  | –  | –  |
| 22 | 0   | Giedo van der Garde | 8      | 0      | –  | –  | –  | –  | –  | 2  |
| P  | +/− | Kierowca            | Starty | Punkty | P1 | P2 | P3 | PP | NO | NS |

### Konstruktorzy
| P  | +/− | Konstruktor          | Starty | Punkty | P1 | P2 | P3 | PP | NO | NS |
| -- | --- | -------------------- | ------ | ------ | -- | -- | -- | -- | -- | -- |
| 1  | 0   | Red Bull-Renault     | 16     | 219    | 3  | 3  | 2  | 3  | 5  | 2  |
| 2  | +1  | Mercedes             | 16     | 171    | 2  | –  | 3  | 5  | –  | 1  |
| 3  | −1  | Ferrari              | 16     | 168    | 2  | 2  | 2  | –  | –  | 2  |
| 4  | 0   | Lotus-Renault        | 16     | 124    | 1  | 3  | 1  | –  | 1  | 2  |
| 5  | 0   | Force India-Mercedes | 16     | 59     | –  | –  | –  | –  | –  | 3  |
| 6  | 0   | McLaren-Mercedes     | 16     | 37     | –  | –  | –  | –  | 1  | –  |
| 7  | 0   | Toro Rosso-Ferrari   | 16     | 24     | –  | –  | –  | –  | –  | 5  |
| 8  | 0   | Sauber-Ferrari       | 15     | 6      | –  | –  | –  | –  | 1  | 2  |
| 9  | 0   | Williams-Renault     | 16     | 0      | –  | –  | –  | –  | –  | 3  |
| 10 | 0   | Marussia-Cosworth    | 16     | 0      | –  | –  | –  | –  | –  | 1  |
| 11 | 0   | Caterham-Renault     | 16     | 0      | –  | –  | –  | –  | –  | 3  |
| P  | +/− | Konstruktor          | Starty | Punkty | P1 | P2 | P3 | PP | NO | NS |